# 沃舒格尔
沃舒格尔（英語：Washougal、發音： /wɑːˈʃuːɡəl/）是美国华盛顿州克拉克县的一个城市。2010年美國人口普查時人口為161,791人。

## 外部連結
- （英文） 沃舒格尔歷史 （页面存档备份，存于）在HistoryLink
- （英文） 學區 （页面存档备份，存于）
- （英文） Washougal MX Motocross Track （页面存档备份，存于）